# Chaumont-sur-Tharonne
Chaumont-sur-Tharonne is een gemeente in het Franse departement Loir-et-Cher (regio Centre-Val de Loire). De plaats maakt deel uit van het arrondissement Romorantin-Lanthenay. Chaumont-sur-Tharonne telde op 1 januari 2022 1.045 inwoners.

## Geografie
De oppervlakte van Chaumont-sur-Tharonne bedroeg op 1 januari 2022 78,33 vierkante kilometer; de bevolkingsdichtheid was toen 13,3 inwoners per km².
De onderstaande kaart toont de ligging van Chaumont-sur-Tharonne met de belangrijkste infrastructuur en aangrenzende gemeenten.

## Demografie
Onderstaande figuur toont het verloop van het inwonertal (bron: INSEE-tellingen).